# انتقاد البوذية
اتخذ انتقاد البوذية أشكالاً وصوراً عدة فقد تعرضَّت الديانة البوذية بطول تاريخها منذ أكثر من 2500 عام للنقد ولا تزال، واشتمل هذا النقد على عدم التزام معتنقيها بالمبادئ البوذية أو أن هذه المبادئ تعمل على تهميش المرأة تهميشاً ممنهجاً. ثمة مصادر عديدة للنقد منها القديم ومنها الحديث ومنها نابع من بعض البوذيين وأخرى من أديان العالم الأخرى ومنها انتقادات قائمة على أسس لادينية.

## انتقاد الممارسات البوذية

### المرأة في البوذية
البوذية لديها تقليد رهباني به رهبان وراهبات لديهم مئات من العهود التي وجب عليهم القيام بها، وتتضمن التبتل الكامل فيكرس الرهبان والراهبات حياتهم للدراسة، والتأمل، والتدرب، والقيام بالطقوس لأجل المجتمع غير الرهباني. يوجد لدى معظم مدارس البوذية عدد أكبر من القواعد الخاصة بالراهبات مقارنةً مع القواعد الخاصة بالرهبان. ويرد البوذيون التيرافاديون على هذا الانتقاد بأن السبب وراء هذا يكمن في أن الراهبات في عهد بوذا واجهن مشكلات عدة مثل الأمان في حال تنصبيهن بذات الطريقة التي كان يتم فيها تنصيب الرهبان الذكور فقد كان الرهبان يتنقلون ويسافرون ما بين المدن وحول الغابات. ولهذا فقد وضِعت قواعد إضافية واجبة على الراهبات ومنها على سبيل المثال أنَّهُ حُرِّم عليهن السفر وحدهن.
أشار الباحث المختص بالبوذية التبتية الدكتور ألكسندر بيرزين إلى كلمة الدالاي لاما في هامبورغ عام 2007:
أُبطلت القيود السابقة على مؤهّلات بلوغ النساء لمرتبة البوذا (حالة الاستنارة) في سوترا اللوتس وهو ما حقق المساواة بين الجنسين، وفتح الدرب مباشرةً للنساء لبلوغ حالة الاستنارة التي يحقق المرء عند بلوغها التوقف الحقيقي لكلاً من معيقات المشاعر والإدراك، ويحقق كامل إمكانياته الحسنة. يشير نيشرين: «فقط في سوترا اللوتس يمكننا قراءة أن المرأة التي تتبع هذه السوترا لن تتفوق على جميع النساء الأخريات وحسب؛ إنما هي تتفوق على جميع الرجال».

### القومية
برزت عدة دول بوذية في جنوب شرق آسيا إبَّان العصور الوسطى ومنها مملكة باغان ومملكة سوكوتاي ومملكة بولونارووا. انخرط الرهبان الحديثين في السياسة الوطنية ولا سيما في سريلانكا. عارضت «حركة سارفودايا شرامادانا» المبنية على القيم البوذية المثالية والداعية للحكم الذاتي في سريلانكا هؤلاء القوميين البوذيين حيث أن الحركة تدين وتستقبح اللجوء إلى العنف وترفض إنكار حقوق الإنسان للتاميليين وغيرهم من غير معتنقي البوذية.
يرى الباحث من كلية لندن للاقتصاد وناشط حقوق الإنسان والمنادي بالديمقراطية البورمي ماونغ زارني الذي كتب عن العنف في سريلانكا وفي بلده ماينمار بأنه لا وجود للأصولية والفكر المتطرف في البوذية حيث يقول زارني: «لا يمكن لبوذيّ أن يكون قومياً»، وأضاف حول وجود أمة أو دولة بوذية بأنه: «لا وجود لبلد للبوذيين. ما أعنيه أنه ليس هناك ’أنا‘ أو ’جماعتي‘ أو ’بلدي‘ أو ’عرقي‘ أو حتى ’ديني‘ ولا شيء من هذا القبيل.»

### الاتهامات بالعنف
يشير العنف في البوذية إلى أعمال العنف والاعتداء التي قد يرتكبها بوذيون بداوفع وأجندة سياسية أو دينية أو اجتماعية-ثقافية. تعد البوذية إجمالاً من أقل التقاليد الدينية التي ارتبط اسمها بالعنف، يرى الكثير من الباحثين من أمثال أستاذ الدراسات الدينية في جامعة يونغستن مايكل جيريسون أن البوذية تختلف بالمقارنة مع باقي الأديان في أن تركيزها على فعل القتل بحد ذاته هو أقل وأضعف من تركيزها على النية التي قد تبرره ويقول: «أول شيء علينا تذكره هو أن الناس عندها ميل للعنف، ولهذا فسيتصادف وجود أشخاص داخلهم [هذا الميل] في كل دين». بالرجوع لتاريخ البوذية فقد وقعت بضعة أحداث عنف وجِّهت أو اُستلهمت أو حُرِّضَ عليها من قبل أفراد يدينون بالبوذية. فمثلاً دعت مجموعة صغيرة من الرهبان البوذيين القوميين في تايلند خلال سبعينيات القرن العشرين من أمثال فرا كيتيووتهو إلى قتل الشيوعيين، مدَّعين أن هذا لا يخالف التعاليم البوذية، وهذا رغم أن أحد أسس الفضائل التي تقوم عليها البوذية هو مبدأ الأهيمسا أو «اللاعنف» والتي تعني، حرفياً «اللامؤذي» أو «عدم الأذى».

## انتقاد المعتقدات البوذية

### إدعاءات العدمية
فسَّر فريدريك نيتشه البوذية حسبما عرف عنها من شوبنهاور الذي كان تشاؤمه متأثر كثيراً بالفلسفة البوذية. اعتبر نيتشه البوذية فلسفة نّافية للحياة تسعى إلى الهرب من واقع وجودي تطغى عليه المعاناة. يرى أستاذ قسم العلوم الإنسانية في جامعة قطر إدوارد عمر معاد أن نيتشه أساء فهم معنى المعتقد البوذي. يحمل مصطلح «دوكَّا» معانٍ مختلفة وهو في حقيقته لا يدل لا على التشاؤم ولا على التَّفاؤل. قد تعني «دوكَّا» خيبة الأمل أو الرغبات أو الرغبة الملحة أو فقدان شخص عزيز أو عدم التلبية أو عدم الرضى.
يؤكد اللاما سوریا داس الطبيعة الفعلية لمفهوم الدوكَّا:
يصف البوذا طبيعة الحياة غير المثالية والتي تشوبها العيوب في الحقيقة النبيلة الأولى، وكذلك يشير إلى الأسباب الكامنة وراء عدم المثالية هذه والكيفية التي يمكن من خلالها إنهاء هذه الأسباب.

### انتقادات الكونفوشية
أحياناً ما يُنظر إلى البوذية على أنها متعارضة مع الفلسفة الكونفوشية. ثمة نقد متواصل للبوذية في الكونفوشية الأولى بسبب تركيز الكونفوشية على الأدوار الاجتماعية بصفتها مصدر الإلزام الأخلاقي، بالمقارنة مع ما يبدو على أنه عدم توافقية متأصلة في البوذية. تؤكد الكونفوشية كثيراً على مفهوم النفس في تعاليمها المعنية بالتطور الذاتي والأدوار الاجتماعية، في حين تستلزم البوذية الاعتقاد بعدم وجود أي شيء يُعدّ نفساً بحق. ولهذا فقد اعتبر الكثيرون البوذية فلسفة عدمية.

### انتقادات من وجهة نظر علمانية
يدَّعي الفيلسوف وعالم الأعصاب وناقد الأديان الأمريكي سام هاريس الذي يعدّ أحد أبرز شخصيات الإلحاد الجديد وأحد ممارسي التأمل البوذي أن العديد من ممارسي البوذية يعدّونها ويعاملونها كدين بالخطأ، وينتقد هاريس معتقداتهم معتبراً إياها «ساذجة وتوسّلية وخرافية»، ويدَّعي هاريس أن مثل هذه المعتقدات تعوق انتشار المبادئ البوذية التي يرى أن بصيرة وممارسات فلسفتها قد تنفع المزيد من الأشخاص في حال لم تُقدّم إليهم على أنها دين. كما يشدد بالمقابل على أن هذه المعتقدات تنبع برأيه من ميل بعض البوذيين إلى عدم اتباع أحد التعاليم الأساسية في البوذية، أي فقط الاكتفاء بالاعتقاد بأحد التعاليم في حال وجود أدلة كافية عليه.
يرى ستيفن باتشيلور صاحب كتاب «بوذية بدون اعتقادات» الذي كتب عن الكارما والولادة الجديدة أن بوذا «لم يدَّعِ امتلاكه للتجربة التي منحته معرفة متميّزة وباطنيّة حول كيفية عمل الكون». إلَّا أن منتقدي باتشيلور يشيرون إلى تناقض رأيه هذا مع أقدم السجلاّت المكتوبة حول تعاليم بوذا، بالإضافة إلى مئات السنين من الدراسة الأكاديمية والبحث في الموضوع. كما يشيرون إلى قلة الأبحاث المتاحة من وجهة نظر باتشيلور والتي قد تزيد من مصداقية إدعائاته، ويقترحون أن باتشيلور قد يكون يحاول من خلال إدّعاءه هذا تغيير البوذية مع مفاهيم الكارما والولادة الجديدة لتتلائم مع أمور أخرى التي قد لا يستحبها.